# Trận Đức Cơ
Trận Đức Cơ hay trận đổ bộ 27V là một trận đánh diễn ra trong năm 1966 giữa Tiểu đoàn 5 thuộc Trung đoàn 33 của Quân Giải phóng miền Nam Việt Nam và Tiểu đoàn 3 thuộc Trung đoàn Kỵ binh Đệ Nhất Quân đội Hàn Quốc. Trận đánh nổ ra khi Quân Giải phóng miền Nam Việt Nam thâm nhập vào huyện Đức Cơ từ phía biên giới Campuchia.
Vào đêm 9 tháng 8, quân tiếp viện thuộc Tiểu đoàn 5 Quân Giải phóng miền Nam Việt Nam đã tiến hành tấn công một căn cứ chiến lược của quân đội Hàn Quốc đóng ở huyện Đức Cơ. Lực lượng lính nhảy dù tại đây đã được thông báo trước nhằm ngăn cản một đơn vị của quân Giải phóng đang từ Campuchia trở về. Sau nhiều giờ giao tranh, phía Hàn Quốc với quân số ít hơn đã đẩy lùi được cuộc tấn công của Tiểu đoàn 5. Trong trận chiến, pháo binh Mỹ và Hàn Quốc bắn gần 1.900 viên đạn pháo từ căn cứ Tiểu đoàn 3 và Đức Cơ. Đại đội 9 Hàn Quốc bắn 1.500 viên đạn, trong khi xe tăng M48 Patton bắn 24 viên đạn pháo 90mm nổ mạnh, 33 viên đạn pháo nổ mảnh và gần 17.000 viên đạn súng máy.:298-9 Trận đánh được coi là một "chiến thắng của hỏa lực Mỹ", với sự triển khai ồ ạt của hỏa lực pháo binh, thiết giáp và máy bay ném bom đã đẩy lùi cuộc tấn công của bộ binh vào một vành đai phòng thủ.:299-301